# Smiltene kommun
Smiltenes novads är en kommun i Lettland. Den ligger i den nordöstra delen av landet, 120 km öster om huvudstaden Riga. Antalet invånare är 14 376. Arean är 949 kvadratkilometer.
Följande samhällen finns i Smiltenes novads:
- Smiltene